# Portret Karola Podlewskiego
Portret Karola Podlewskiego – obraz polskiego malarza Jana Matejki z 1882 roku wykonany olejem na desce, znajdujący się w zbiorach Muzeum Narodowego w Warszawie.
Obraz powstał w Krzeszowicach w lipcu 1882 roku. Matejko posłużył się fotografią portretową nieżyjącego uczestnika powstania styczniowego, przedstawiając go jako starszego mężczyznę w półpostaci w ujęciu en face, ubranego w surdut i szynel. Powstaniec ma na piersi medalion. Portret zamówiła Maria Mierzejewska. Dzieło wystawione zostało w 1925 roku na wystawie „Portret polski” w Towarzystwie Zachęty Sztuk Pięknych w Warszawie. Obraz stanowił wówczas własność Muzeum Narodowego w Warszawie, które nabyło go 11 marca 1925 roku. Osobą sprzedającą był Michał Podlewski, wnuk sportretowanego. W przedwojennej księdze inwentarzowej portret figurował z numerem 46589. Podczas powstania warszawskiego, 14 sierpnia 1944 roku Portret Karola Podlewskiego widziany był na terenie muzeum przez Stanisława Lorentza, który nawet ustawił go prowizorycznie pod ścianą, wraz z innymi dwudziestoma pięcioma obrazami rozrzuconymi przez żołnierzy niemieckich w jednej z sal. Obraz został zrabowany i przez Austrię trafił do Stanów Zjednoczonych. W 2006 został zwrócony Polsce.
Obraz ma wymiary 93,5 x 65 cm. Dzieło jest sygnowane: JM | r.p. 1882.. Muzealny nr inwentarzowy: MP 5355 MNW.